# Microcerculus
Microcerculus is een geslacht van zangvogels uit de familie winterkoningen (Troglodytidae).

## Soorten
Het geslacht kent de volgende soorten:
- Microcerculus bambla – Witbandwinterkoning
- Microcerculus marginatus – Zuidelijke Nachtegaalwinterkoning
- Microcerculus philomela – Noordelijke nachtegaalwinterkoning
- Microcerculus ustulatus – Fluitwinterkoning